# أندريا فابرا فرنانديز
أندريا فابرا فرنانديز (من مواليد 29 مايو 1973، كاستيون دي لا بلانا) سياسية إسبانية. وريثة سلالة طويلة من رؤساء حكومة مقاطعة فالنسيا، وهي ابنة كارلوس فابرا كاريراس الرئيس الإقليمي السابق لحزب الشعب الإسباني ويقضي حاليًا عقوبة بالسجن لمدة 4 سنوات بتهمة الاحتيال الضريبي. وهي متزوجة من خوان خوسيه جوميس وهو سياسي من حزب الشعب في منطقة مدريد. وهي حاليًا عضوة في البرلمان عن حزب الشعب في البرلمان الإسباني، وتمثل مقاطعة كاستيلون.

## الجدل
في عام 2007 تم التحقيق في حساباتها المصرفية وأموالها، لكن القضية رُفضت في النهاية.
بينما أعلن ماريانو راخوي رئيس وزراء إسبانيا عن تخفيضات في إعانات البطالة في يوليو 2012، صرحت بالرفض وقالت حرفياً «اللعنة عليهم». تسببت أفعالها في جدل كبير في إسبانيا ووقع ما يقرب من 200.000 شخص عريضة تطالب باستقالتها. بينما أصدرت اعتذارًا رسميًا عن التصريح، أكسبها لقب «اللعنة عليهم» الشهير في وسائل التواصل الاجتماعي، كما أنها قدمت عن غير قصد صرخة حاشدة للمتظاهرين المناهضين للتقشف في إسبانيا.